# Futbol'nyj Klub Arsenal Tula
L'Arsenal Tula, ufficialmente Professional'nyj Futbol'nyj Klub «Arsenal» Tula (in russo Пpoфeccиoнaльный Футбольный Kлуб «Арсенал» Тула?), è una società calcistica russa con sede nella città di Tula. Milita nella Pervaja Liga, la seconda divisione del campionato russo di calcio.
Fondato nel 1946, ha esordito in massima serie russa nel 2014.

## Storia

### Unione Sovietica
Sebbene la storia del club cominci ufficialmente nel 1946, col nome di Zenit, una squadra con identico nome partecipò alla Coppa dell'URSS già nel 1938. Nel 1949 partecipò per la prima volta al campionato nazionale sovietico, in particolare alla Vtoraja Gruppa (seconda serie), retrocedendo immediatamente nei campionati statali. Ritornò in seconda serie (intanto chiamata Klass B) nel 1959, col nome di Trud.
Con la riforma dei campionati sovietici la Klass B divenne terza serie al termine della stagione 1962 e la squadra retrocesse. Nel 1964 il club fu rinominato Metallurg; nel 1966 la squadra ottenne la promozione in seconda serie, grazie al terzo posto nel girone finale di play-off; la riforma dei campionati sovietici della fine del 1969 costrinsero il club ad una nuova retrocessione, nonostante il quinto posto finale. Tra il 1974 e il 1978 fu conosciuto col nome di Mašinostroitel'; tra il 1979 e il 1983 quello di TOZ. Dal 1984 assunse la denominazione di Arsenal.
Dal 1970 al 1989 rimase in terza serie, senza ottenere risultati significativi: la perse al termine della stagione 1989 quando fu retrocessa nella neonata Vtoraja Nizšaja Liga; nei due anni successivi non riuscì a tornare in terza serie.

### Russia
Con la fine dell'Unione Sovietica e la nascita del campionato russo di calcio fu collocato in Vtoraja Liga, la terza serie; mantenne la categoria fino al 1997, anno in cui, vincendo il proprio girone, fu promosso in Pervyj divizion. Qui ottenne come miglior risultato un quinto posto nel 1998. Nel 2001 retrocesse in terza serie, ma nel giro di due stagioni ottenne un secondo e un primo posto, ottenendo la promozione e anche la vittoria nella Kubok PFL.
Nel 2004, però, pur ottenendo la salvezza sul campo, il club fallì. Ripartito dai dilettanti col nome di Oružejnik, dal 2008 tornò alla denominazione di Arsenal. Dopo aver militato nel girone dei dilettanti nel 2012, è tornato tra i professionisti. Al primo anno di Pervenstvo Professional'noj Futbol'noj Ligi vinse nel 2012-2013 il proprio girone, tornando in seconda serie. Nel 2014 si piazzò secondo, ottenendo per la prima volta l'accesso alla massima serie. Retrocesso immediatamente nel 2015, tornò in massima serie nel 2016 grazie al secondo posto in seconda serie. Inizia un periodo d'oro per il club che si stabilizza in massima serie ed arriva persino a partecipare alle coppe europee, pur perdendo immediatamente il preliminare di UEFA Europa League contro gli azeri del Neftçi. Alla fine della stagione 2021-2022 i giallorossi retrocedono nuovamente in seconda divisione.

## Strutture

### Stadio
Disputa le gare interne nello Stadio Arsenal di Tula che ha una capienza di 20.048 posti.

## Allenatori
- 1949  Vladimir Erëmičev
- 1959  Dmitrij Smirnov
- 1960  Viktor Sokolov
- 1961—1962  Vladimir Dobrikov
- 1962—1964  Gennadij Zajcev
- 1964—1968  Aleksej Vodjagin
- 1968—1972  Vladimir Bolotov
- 1973—1974  Anatolij Nikitčuk
- 1974—1975  Georgij Mazanov
- 1975—1978  Jurij Lopačëv
- 1978  Vladimir Alëchin
- 1979—1981  Veniamin Krylov
- 1981—1983  Vladimir Bolotov
- 1983—1987  Ivan Zolotuchin
- 1987—1988  Leonid Lipovoj
- 1989  Viktor Papaev
- 1989  Sergej Igumin
- 1990  Viktor Lukašenko
- 1990  Igor' Solov'ëv
- 1990—1992 Vladimir Alëchin
- 1993—1994 Aleksej Petrušin
- 1994  Vladimir Babanov
- 1995  Anatolij Polosin
- 1995  Valerij Nenenko
- 1995—1996  Gennadij Kostylev
- 1996  Vladimir Babanov
- 1997—1999  Jevhen Kučerevs'kyj
- 1999  Vladimir Afonskij
- 1999  Leonid Burjak
- 1999  Vladimir Afonskij
- 1999—2000  Vladimir Jurin
- 2000—2001  Valerij Tret'jakov
- 2001  Vladimir Fedotov
- 2002—2003 Valerij Tret'jakov
- 2003—2004 Boris Stukalov
- 2004—2005 Vladimir Babanov
- 2005—2006 Jurij Čer'evskij
- 2007  Vladimir Dorofeev
- 2007  Valerij Chmykin
- 2008—2011  Aleksandr Čimbirëv
- 2011  Vladimir Babanov
- 2011—2015  Dmitrij Aleničev
- 2015—2016  Viktor Bulatov
- 2016  Sergej Pavlov
- 2016—2017 Sergej Kir'jakov
- 2017—2018  Miodrag Božović
- 2018  Oleg Kononov
- 2018—2020  Igor' Čerevčenko
- 2020  Sergej Podpalyj
- 2020 -  Dmytro Parf'onov

## Palmarès

### Competizioni nazionali
- Pervenstvo Professional'noj Futbol'noj Ligi: 3

1997 (Girone Ovest), 2003 (Girone Ovest), 2012-2013 (Girone Centro)
- Kubok PFL: 1

2003

### Altri piazzamenti
- Coppa di Russia:

Semifinalista: 2018-2019
- PFN Ligi:

Secondo posto: 2013-2014, 2015-2016
- Vtoroj divizion:

Terzo posto: 1993 (Girone 3)

## Statistiche e record

### Partecipazione ai campionati

#### Unione Sovietica
| Livello | Categoria            | Partecipazioni | Debutto | Ultima stagione | Totale |
| ------- | -------------------- | -------------- | ------- | --------------- | ------ |
| 2º      | Vtoraja Gruppa       | 1              | 1949    | 1949            | 8      |
| 2º      | Klass B              | 4              | 1959    | 1962            | 8      |
| 2º      | Vtoraja Gruppa A     | 3              | 1967    | 1969            | 8      |
| 3º      | Klass B              | 3              | 1963    | 1965            | 23     |
| 3º      | Vtoraja Gruppa A     | 1              | 1970    | 1970            | 23     |
| 3º      | Vtoraja Liga         | 19             | 1971    | 1989            | 23     |
| 4º      | Vtoraja Nizšaja Liga | 2              | 1990    | 1991            | 2      |

#### Russia
| Livello | Categoria       | Partecipazioni | Debutto   | Ultima stagione | Totale |
| ------- | --------------- | -------------- | --------- | --------------- | ------ |
| 1º      | Prem'er-Liga    | 7              | 2014-2015 | 2021-2022       | 7      |
| 2º      | Pervyj divizion | 5              | 1998      | 2004            | 9      |
| 2º      | PFN Ligi        | 4              | 2013-2014 | 2023-2024       | 9      |
| 3º      | Vtoraja Liga    | 6              | 1992      | 1997            | 9      |
| 3º      | Vtoroj divizion | 3              | 2002      | 2012-2013       | 9      |

## Organico

### Rosa 2021-2022
Aggiornata al 20 agosto 2021.
| N. |                   | Ruolo | Calciatore      |
| -- | ----------------- | ----- | --------------- |
| 11 | Russia (bandiera) | C     | Sergej Tkačëv   |
| 13 | Russia (bandiera) | C     | Danil Lipovoj   |
| 36 | Russia (bandiera) | P     | Michail Levašov |

| N. |                   | Ruolo | Calciatore     |
| -- | ----------------- | ----- | -------------- |
| 76 | Russia (bandiera) | D     | Artem Suchanov |
|    | Russia (bandiera) | C     | Maksim Kajnov  |
|    | Russia (bandiera) | D     | Ilya Bykovsky  |

### Rosa 2020-2021
Aggiornata al 22 novembre 2020.
| N. |                        | Ruolo | Calciatore                 |
| -- | ---------------------- | ----- | -------------------------- |
| 1  | Russia (bandiera)      | P     | Artur Nigmatullin          |
| 3  | Russia (bandiera)      | D     | Artëm Sokol                |
| 4  | Germania (bandiera)    | D     | Robert Bauer               |
| 5  | Russia (bandiera)      | D     | Taras Burlak               |
| 6  | Russia (bandiera)      | D     | Maksim Beljaev             |
| 7  | Russia (bandiera)      | A     | Aleksandr Lomovickij       |
| 8  | Georgia (bandiera)     | D     | Gia Grigalava              |
| 9  | Russia (bandiera)      | D     | Kirill Kombarov (capitano) |
| 10 | Zambia (bandiera)      | A     | Evans Kangwa               |
| 11 | Russia (bandiera)      | C     | Sergej Tkačëv              |
| 13 | Russia (bandiera)      | A     | Kirill Pančenko            |
| 14 | Russia (bandiera)      | D     | Anri Chaguš                |
| 15 | Bielorussia (bandiera) | C     | Juryj Kavalëŭ              |
| 17 | Russia (bandiera)      | A     | Guram Adžoev               |
| 18 | Bielorussia (bandiera) | C     | Valeryj Hramyka            |
| 19 | Montenegro (bandiera)  | A     | Luka Đorđević              |

| N. |                     | Ruolo | Calciatore            |
| -- | ------------------- | ----- | --------------------- |
| 20 | Serbia (bandiera)   | C     | Goran Čaušić          |
| 21 | Ghana (bandiera)    | C     | Abdul Kadiri Mohammed |
| 23 | Russia (bandiera)   | C     | Igor Gorbatenko       |
| 28 | Russia (bandiera)   | C     | Vladislav Panteleev   |
| 36 | Russia (bandiera)   | P     | Michail Levašov       |
| 44 | Zambia (bandiera)   | C     | Kings Kangwa          |
| 48 | Russia (bandiera)   | A     | Evgenij Lucenko       |
| 50 | Russia (bandiera)   | P     | Egor Šamov            |
| 55 | Russia (bandiera)   | D     | Nikolaj Zlobin        |
| 70 | Bulgaria (bandiera) | C     | Georgi Kostadinov     |
| 71 | Russia (bandiera)   | D     | Aleksandr Denisov     |
| 77 | Russia (bandiera)   | A     | Roman Minaev          |
| 79 | Russia (bandiera)   | A     | Roman Izotov          |
| 82 | Russia (bandiera)   | C     | Daniil Chlusevič      |
| 90 | Russia (bandiera)   | D     | Aleksandr Dovbnja     |
| 92 | Russia (bandiera)   | D     | Nikolaj Rasskazov     |

### Rosa 2019-2020
Aggiornata al 25 febbraio 2020.
| N. |                        | Ruolo | Calciatore                 |
| -- | ---------------------- | ----- | -------------------------- |
| 1  | Russia (bandiera)      | P     | Artur Nigmatullin          |
| 3  | Russia (bandiera)      | D     | Artëm Sokol                |
| 4  | Germania (bandiera)    | D     | Robert Bauer               |
| 6  | Russia (bandiera)      | D     | Maksim Beljaev             |
| 7  | Russia (bandiera)      | C     | Kantemir Berchamov         |
| 8  | Georgia (bandiera)     | D     | Gia Grigalava              |
| 9  | Russia (bandiera)      | D     | Kirill Kombarov (capitano) |
| 10 | Zambia (bandiera)      | A     | Evans Kangwa               |
| 11 | Russia (bandiera)      | C     | Sergej Tkačëv              |
| 13 | Bielorussia (bandiera) | D     | Maksim Valadz'ko           |
| 14 | Russia (bandiera)      | D     | Anri Chaguš                |
| 15 | Bielorussia (bandiera) | C     | Juryj Kavalëŭ              |
| 17 | Russia (bandiera)      | A     | Guram Adžoev               |
| 18 | Bielorussia (bandiera) | C     | Valeryj Hramyka            |
| 19 | Russia (bandiera)      | P     | Jurij Lodygin              |
| 20 | Serbia (bandiera)      | C     | Goran Čaušić               |

| N. |                         | Ruolo | Calciatore           |
| -- | ----------------------- | ----- | -------------------- |
| 21 | Spagna (bandiera)       | D     | Víctor Álvarez       |
| 22 | Russia (bandiera)       | A     | Daniil Lesovoj       |
| 23 | Russia (bandiera)       | C     | Igor Gorbatenko      |
| 25 | Zambia (bandiera)       | C     | Kings Kangwa         |
| 26 | Burkina Faso (bandiera) | D     | Bakary Koné          |
| 27 | Russia (bandiera)       | A     | Aleksandr Lomovickij |
| 28 | Russia (bandiera)       | C     | Vladislav Panteleev  |
| 29 | Zambia (bandiera)       | A     | Lameck Banda         |
| 36 | Russia (bandiera)       | P     | Michail Levašov      |
| 48 | Russia (bandiera)       | A     | Evgenij Lucenko      |
| 50 | Russia (bandiera)       | P     | Egor Šamov           |
| 65 | Russia (bandiera)       | D     | Aleksandr Špilevskij |
| 70 | Bulgaria (bandiera)     | C     | Georgi Kostadinov    |
| 71 | Russia (bandiera)       | D     | Aleksandr Denisov    |
| 77 | Russia (bandiera)       | A     | Roman Minaev         |